# Lijst van voetbalinterlands Guyana - Saint Lucia
Deze lijst van voetbalinterlands is een overzicht van alle officiële voetbalwedstrijden tussen de nationale teams van Guyana en Saint Lucia. De landen speelden tot op heden zeven keer tegen elkaar. De eerste ontmoeting was de wedstrijd om de derde plaats tijdens de  Caribbean Cup 1991 op 2 juni 1991 in Kingston (Jamaica). Het laatste duel, een vriendschappelijke wedstrijd, vond plaats in Georgetown op 22 maart 2015.

## Wedstrijden
| № | Plaats     | Datum            | Competitie                      | Wedstrijd            | Uitslag |
| - | ---------- | ---------------- | ------------------------------- | -------------------- | ------- |
| 1 | Kingston   | 2 juni 1991      | Caribbean Cup 1991              | Saint Lucia − Guyana | 4 − 1   |
| 2 | Linden     | 28 juli 2006     | Vriendschappelijk               | Guyana − Saint Lucia | 3 − 2   |
| 3 | Georgetown | 30 juli 2006     | Vriendschappelijk               | Guyana − Saint Lucia | 2 − 0   |
| 4 | Paramaribo | 13 oktober 2010  | Caribbean Cup 2010 kwalificatie | Guyana − Saint Lucia | 1 − 0   |
| 5 | Gros Islet | 25 oktober 2012  | Caribbean Cup 2012 kwalificatie | Saint Lucia − Guyana | 0 − 3   |
| 6 | Basseterre | 5 september 2014 | Caribbean Cup 2014 kwalificatie | Saint Lucia − Guyana | 2 − 0   |
| 7 | Georgetown | 22 maart 2015    | Vriendschappelijk               | Guyana − Saint Lucia | 2 − 0   |

## Samenvatting
| Competitie                 | Totaal gespeeld | Winst Guyana | Gelijk | Winst Saint Lucia | Doelsaldo Guyana – Saint Lucia |
| -------------------------- | --------------- | ------------ | ------ | ----------------- | ------------------------------ |
| Caribbean Cup              | 1               | 0            | 0      | 1                 | 1 − 4                          |
| Caribbean Cup-kwalificatie | 3               | 2            | 0      | 1                 | 4 − 2                          |
| Vriendschappelijk          | 3               | 3            | 0      | 0                 | 7 − 2                          |
| Totaal                     | 7               | 5            | 0      | 2                 | 12 − 8                         |

GFF · A-internationals · Olympisch elftal · Guyaans vrouwenelftal
Amerikaanse Maagdeneilanden ·
Anguilla ·
Antigua en Barbuda ·
Aruba ·
Bahama's ·
Barbados ·
Belize ·
Bermuda ·
Bolivia ·
Cambodja ·
Costa Rica ·
Cuba ·
Dominica ·
Dominicaanse Republiek ·
El Salvador ·
Ethiopië · 
Grenada ·
Guatemala ·
Haïti ·
India ·
Indonesië ·
Jamaica ·
Kaaimaneilanden ·
Kaapverdië ·
Mexico ·
Montserrat ·
Nederlandse Antillen ·
Panama ·
Puerto Rico ·
Saint Kitts en Nevis ·
Saint Lucia ·
Saint Vincent en de Grenadines ·
Suriname ·
Trinidad en Tobago ·
Turks- en Caicoseilanden ·
Verenigde Staten
SLFA · Saint Luciaans vrouwenelftal
Amerikaanse Maagdeneilanden ·
Anguilla ·
Antigua en Barbuda ·
Aruba ·
Barbados ·
Bermuda ·
Britse Maagdeneilanden ·
Canada ·
Cuba ·
Curaçao ·
Dominica ·
Dominicaanse Republiek ·
El Salvador ·
Grenada ·
Guatemala ·
Guyana ·
Haïti ·
Jamaica ·
Kaaimaneilanden ·
Montserrat ·
Nederlandse Antillen ·
Panama ·
Puerto Rico ·
Saint Kitts en Nevis ·
Saint Vincent en de Grenadines ·
San Marino ·
Suriname ·
Trinidad en Tobago ·
Turks- en Caicoseilanden